# 屏山乡 (隆安县)
屏山乡，是中华人民共和国广西壮族自治区南宁市隆安縣下辖的一个乡镇级行政单位。

## 行政区划
屏山乡下辖以下地区：
屏山社区、雅梨村、上孟村、万岭村、上琴村、群力村、刘家村、团结村、文化村和布也村。